# Вонхё
Вонхё (кор. 원효, 元曉, Wonhyo, Wŏnhyo, 617—686 н. э.) — наставник, писатель и комментатор в корейской буддийской традиции.
В своих трудах Вонхё опирался на такое ключевое положение буддизма Махаяны в Азии, как сущность-проявление (體用). Сущность означает истинную природу индивидуума, которая присутствует у всех живых существ в скрытой форме, а проявление — активный аспект этой сущности.
При его жизни на корейском полуострове закончился период троецарствия, когда вместо трёх разрозненных государств, Пэкче, Силла и Когурё, возникло единое государство Силла. Вонхё был ключевой фигурой в осмыслении и принятии различных направлений буддизма, которые были распространены в то время в Корее. Наиболее близкими Вонхё оказались идеи традиций Йогачары и Хуаянь, в которых центральной является идея татхагатагарбхи, или природы Будды, присущей каждому живому существу. Тем не менее, в его обширном наследии, в состав которого входят комментарии и сочинения, охватывается весь спектр буддийских учений, распространившихся в то время в Корее, в том числе такие, как школа чистой земли, учение о нирване, Саньлунь и Тяньтай (школа Лотосовой Сутры). В корейском буддизме Вонхё признаётся одним из величайших мастеров, который оказался способен объединить всё многообразие течений, основанных на буддийских сутрах и текстах, попадавших в Корею из Китая. Его комментарий на знаменитый текст Махаяны шастру «О пробуждении веры в Махаяну» почитается всеми направлениями корейского буддизма и по сей день.

## Биография
Вонхё происходил из аристократического рода Соль. Он начал свою деятельность как монах. Впоследствии, отказавшись от монашества, Вонхё стремился воплотить в своей жизни идеал бодхисаттвы, помогающего всем живым существам. По легенде он вступил в связь с овдовевшей принцессой, от которой у него родился сын, Соль Чхон, впоследствии ставший знаменитым конфуцианским учёным и мыслителем Силла. Вонхё ходил по стране, посещая города и посёлки, и учил простых людей буддизму с песнями и танцами.

## Письменное наследие

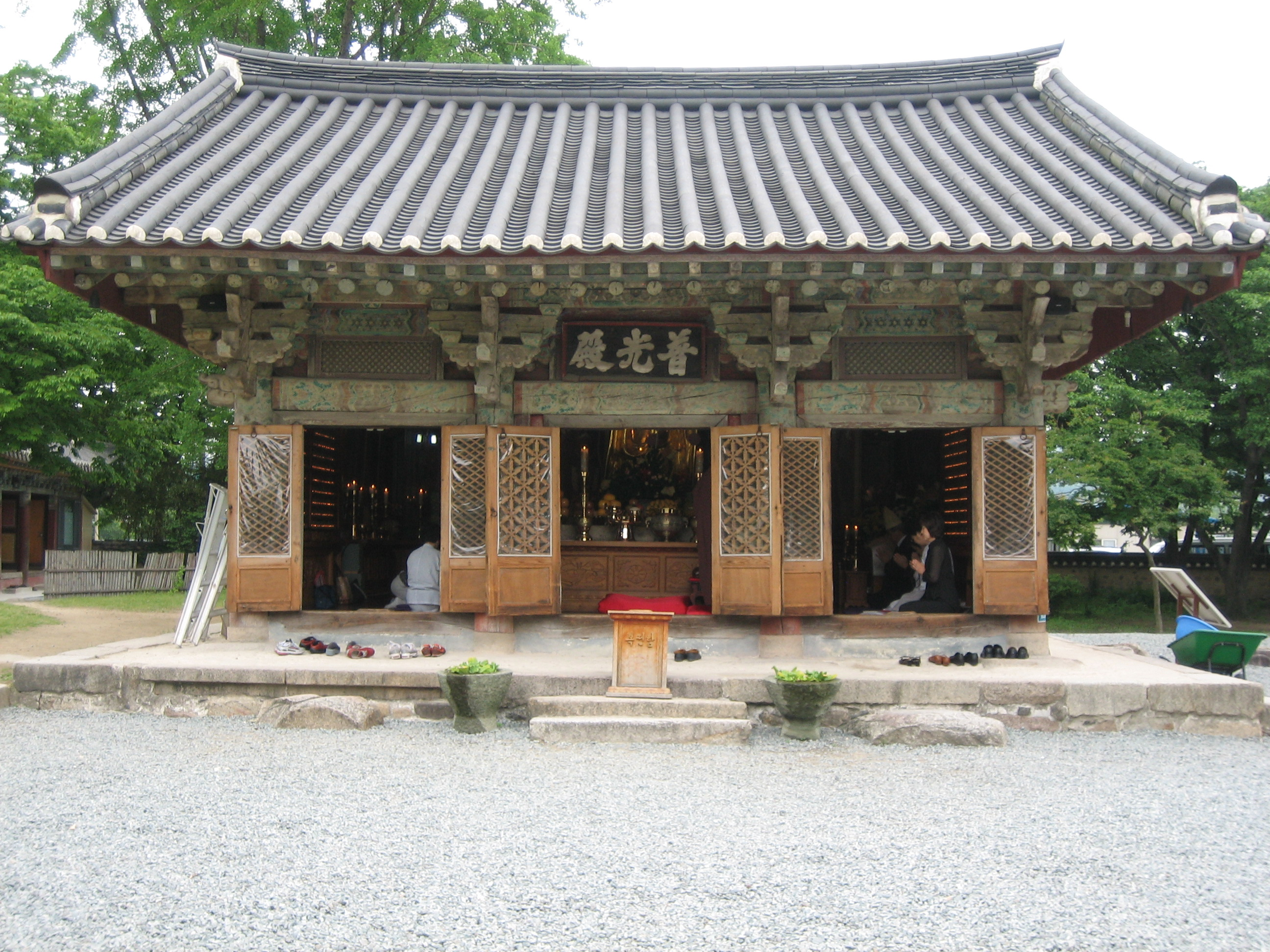
По-гван-чон, строение в монастыре Пунхванса в городе Кёнджу, где Вонхё провёл последние годы жизни.

Вонхё написал комментарии к практически всем наиболее известным текстам Махаяны. Его считают автором не менее чем восьмидесяти шести трудов, из которых до наших дней полностью или частично дошли двадцать три. Наиболее значимыми из его работ являются комментарии к тексту «Шастра о пробуждении веры в Махаяну», Нирвана Сутре и Ваджрасамадхи Сутре, а также трактат о значении двух препятствий. Они почитаются ведущими буддийскими наставниками в Китае и Японии, и благодаря им «Шастра о пробуждении веры в Махаяну» стала одним из наиболее влиятельных текстов в корейской традиции.

## Легенда о просветлении
В 661 году Вонхё, будучи ещё монахом, и его близкий друг монах Ыйсан отправились в путешествие в Китай, чтобы посвятить себя дальнейшему изучению буддизма. По пути их застиг ливень, и они были вынуждены укрыться в убежище. Проснувшись ночью от жажды, Вонхё стал искать воду. В темноте он нащупал кувшин с восхитительной и прохладной водой внутри. Утолив жажду, он заснул. Проснувшись утром, он обнаружил, что они укрылись на кладбище, а кувшин, из которого он пил, был на самом деле человеческим черепом. Так он осознал, что всё зависит от ума, и достиг просветления. Вместо того чтобы продолжать путешествие, Вонхё вернулся назад и стал учить буддизму простых людей. Ыйсан продолжил путь и учился в Китае. Вернувшись в Корею, он также стал известным буддийским наставником.

## Проект перевода на английский
Двадцать три дошедших до наших дней сочинения Вонхё в настоящее время переводятся на английский в совместном проекте университета Тонгук и университета штата Нью-Йорк в Стоуни-Брук.

## Последовательность движений в тхэквондо
Последовательность движений «Вон-Хё» международной федерации тхэквондо названа в честь Вонхё. Эта последовательность состоит из 28 движений и является необходимой для получения зеленого пояса.